# Эми Брук
Эми Брук (англ. Amy Brooke, настоящее имя Хизер Шлоссер (англ. Heather Schlosser); род. 25 июня 1988, Чикаго, Иллинойс, США) — американская модель и порноактриса.

## Биография
Начала сниматься в фильмах для взрослых в 2009 году, в возрасте 21 года.

## Премии и номинации
- 2011 AVN Award победа — самая скандальная сексуальная сцена — Enema Boot Camp[2]
- 2011 номинация на AVN Award — самая скандальная сексуальная сцена — Wind Me Up and Eat My Feet[3]
- 2011 номинация на AVN Award — лучшая сцена анального секса — Up Skirts 2[3]
- 2011 номинация на AVN Award — Лучшая новая старлетка[3]
- 2011 номинация на XRCO Award — супершлюха[4]
- 2011 номинация на XBiz Award — Новая старлетка года[5]